# Otago
Otago (maorsky Ōtākou) je region na novozélandském Jižním ostrově. Administrativním centrem regionu je samosprávné město Dunedin. Kromě Dunedinu sestává Otago z distriktů Queenstown-Lakes District, Central Otago District, Clutha District a Waitaki District. Nacházejí se zde města Oamaru, Balclutha, Alexandra, Queenstown, Wanaka a Kaitangata.